# Flatida marginata
Flatida marginata är en insektsart som först beskrevs av Victor Lallemand 1942.  Flatida marginata ingår i släktet Flatida och familjen Flatidae. Inga underarter finns listade i Catalogue of Life.